# Enarotali
Enarotali este un oraș din partea Indoneziană a insulei Noii Guinee, în înălțime, în lanțul de munți central, locuitorii zonei fiind Papuași.